# Ursa (Illinois)
Pour les articles homonymes, voir Ursa.
Ursa est un village du comté d'Adams dans l'Illinois, aux États-Unis,. Les premiers pionniers s'installent dans le secteur dès 1823. Le village est incorporé le 1er février 1964.

## Démographie
Lors du recensement de 2010, le village comptait une population de 626 habitants. Elle est estimée, en 2016, à 618 habitants.

## Source de la traduction
- (en) Cet article est partiellement ou en totalité issu de l’article de Wikipédia en anglais intitulé « Ursa, Illinois » (voir la liste des auteurs).